# NGC 4724
NGC 4724 este o galaxie lenticulară situată în constelația Corbul. A fost descoperită în 8 februarie 1785 de către William Herschel.